# Przełęcz Ursprung
Przełęcz Ursprung – przełęcz w Prealpach Bawarskich położona na wysokości 836 m n.p.m. Leży na granicy między Austrią a Niemcami. Przełęcz ta łączy miejscowość Bayrischzell w powiecie Miesbach na południu i Thiersee w powiecie Kufstein na południu.